# Kevin Dicklhuber
Kevin Dicklhuber (* 6. März 1989 in Albstadt) ist ein deutscher Fußballspieler.

## Karriere
Kevin Dicklhuber begann das Fußballspielen beim FC Tailfingen, der 1998 mit dem FV 07 Ebingen zum FC 07 Albstadt fusionierte. 2011 schaffte er mit dem FC 07 den Aufstieg in die Verbandsliga. Im Sommer 2011 wechselte der gelernte Stuckateur vom FC 07 Albstadt zum SC Pfullendorf, wo er einen Ein-Jahres-Vertrag unterschrieb. In dieser Runde erzielte Dicklhuber in 29 Regionalliga-Einsätzen fünf Tore. Zur Saison 2012/13 schloss sich Kevin Dicklhuber den in der 3. Liga spielenden Stuttgarter Kickers an. Er unterschrieb dort einen Vertrag bis zum 30. Juni 2014. Zur Saison 2014/15 kehrte er zum FC 07 Albstadt zurück. Zur Saison 2016/17 wechselte er zum Oberliga-Aufsteiger 1. Göppinger SV. Im Sommer 2021 kehrte er zu den Stuttgarter Kickers zurück, die mittlerweile ebenfalls in der Oberliga spielten. In seiner zweiten Saison 2022/23 bei den Kickers fungierte er als Mannschaftskapitän und erreichte mit der Mannschaft den Aufstieg in die Regionalliga Südwest, wobei er selbst mit 26 Toren in 32 Einsätzen Torschützenkönig der Liga wurde. Nachdem er in der Hinrunde der Saison 2024/25 nur noch zu drei Startelfeinsätzen gekommen war, löste er im Januar 2025 seinen Vertrag bei den Kickers auf und schloss sich kurz darauf erneut dem 1. Göppinger SV an.